# Maille (Esslingen am Neckar)

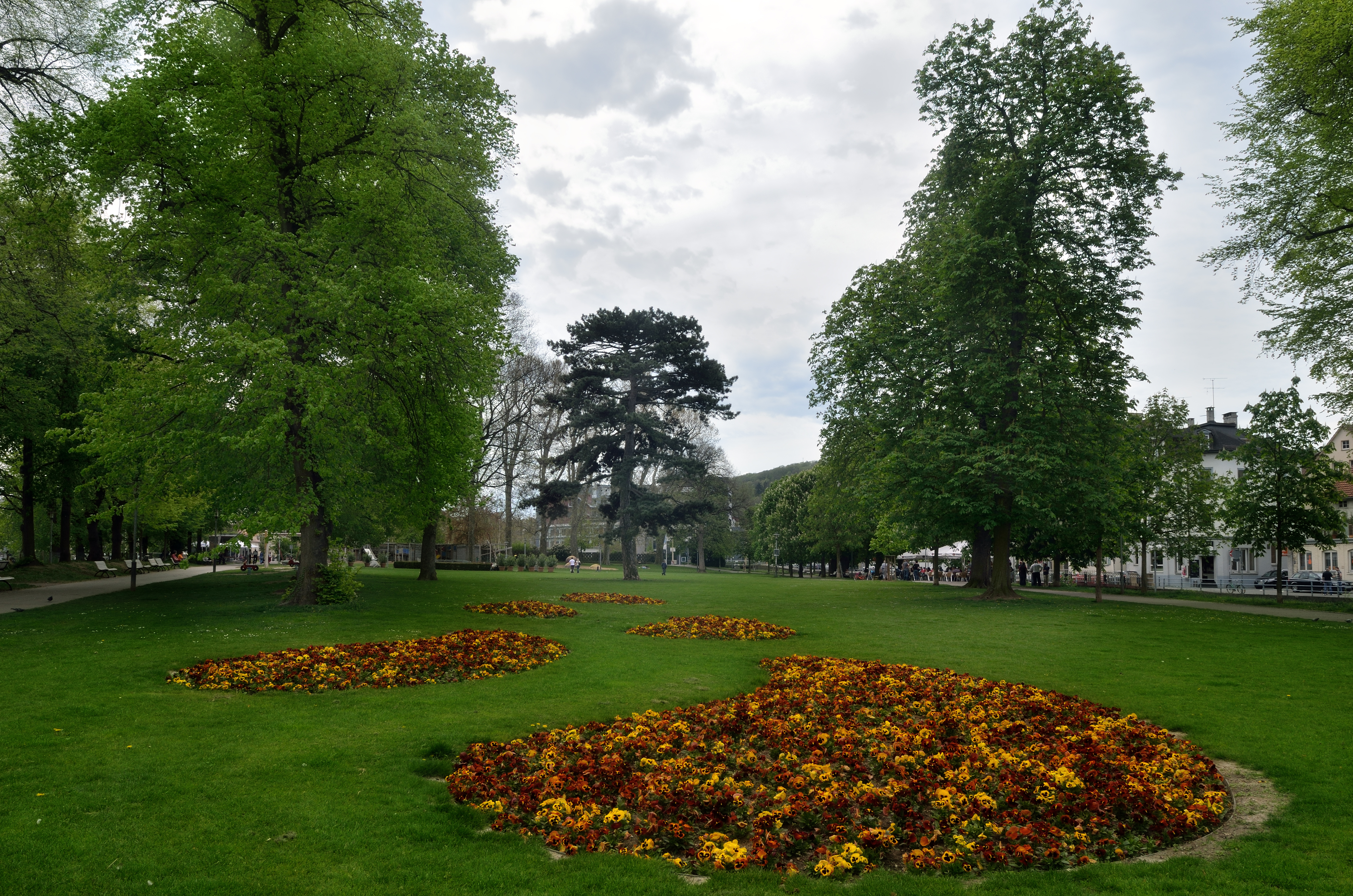
Die Maille im Frühling

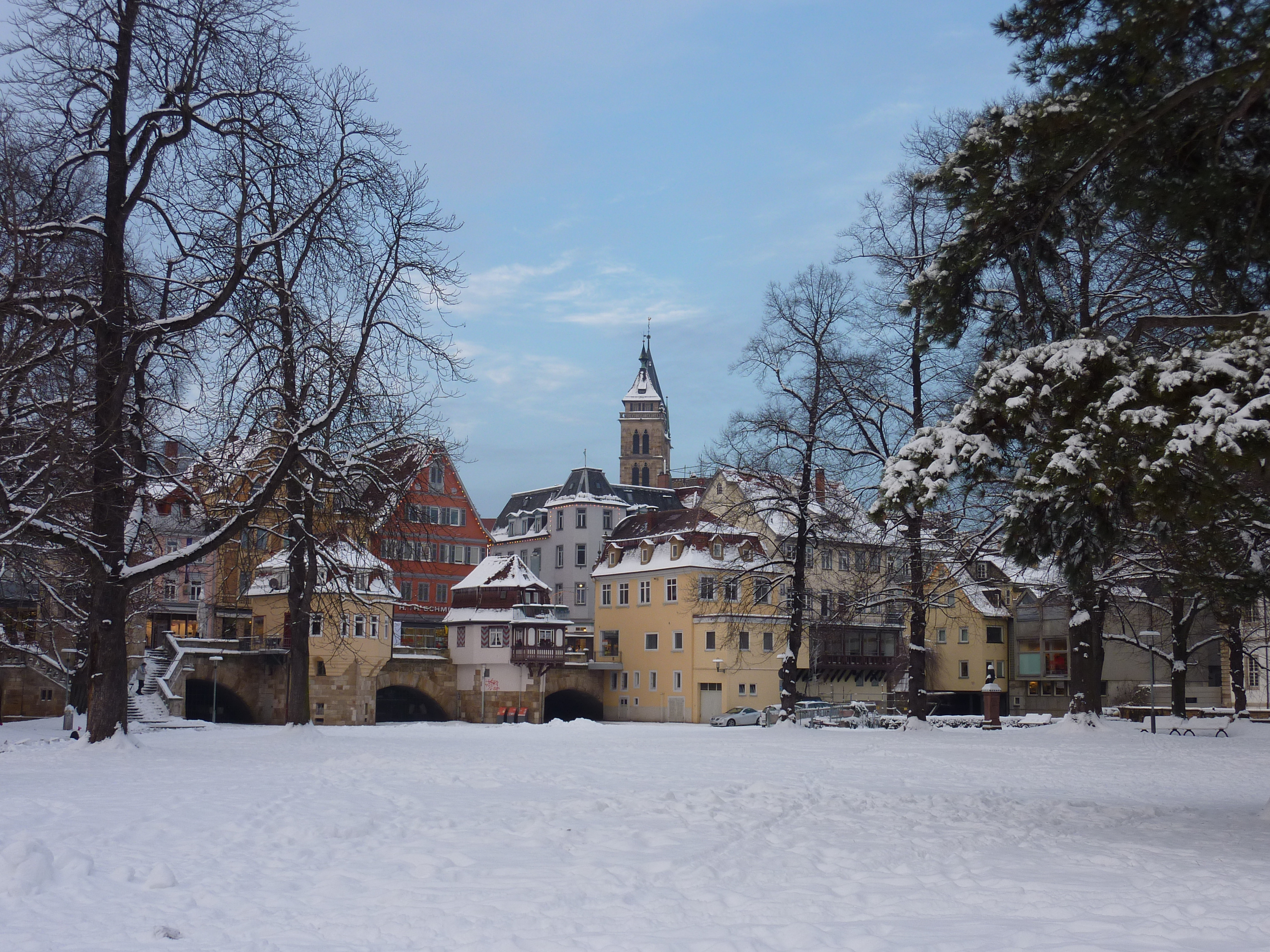
Die Maille im Winter, Blick zur Inneren Brücke

Die Maille [ˈmaljə⁠] ist eine Parkanlage in der Innenstadt von Esslingen am Neckar.

## Geschichte
Der bis zur Mitte des 18. Jahrhunderts zurückzuverfolgende Name der Grünanlage deutet darauf hin, dass das ebene Gelände zwischen Ross- und Wehrneckarkanal möglicherweise für das im 17. Jahrhundert beliebte Paille-Maille-Spiel genutzt wurde. Außerdem wurde die Anlage immer auch als Gemeindegut genutzt. Auf einem Stadtplan Esslingens von Tobias Mayer aus dem Jahre 1739 sind bereits ein Wegenetz und eine Allee auf der Maille verzeichnet. In den Jahren 1751 und 1752 wurden entlang der Wege systematisch Kastanien, Linden und Nussbäume gepflanzt und um 1900 wurde noch eine Platanenallee angelegt.
1828 fand auf der Maille die Nachmittagsfeier des zweiten schwäbischen Lieder- und Sängerfests statt, das bis 1832 jeweils am Pfingstmontag in Esslingen abgehalten wurde. Nach der Gründung eines Esslinger Turnvereins 1845 wurde 1847 eine Ecke der Maille für Turnübungen freigegeben.
Aus dem Jahr 1868 stammt ein Denkmal für Karl Pfaff, das nahe der Inneren Brücke aufgestellt wurde. Die Bronzebüste auf einem Sandsteinsockel wurde von Ernst Rau geschaffen. Ein weiteres Denkmal wurde 1895 zu Ehren Theodor Georgiis aufgestellt.

## Lage und Umgebung
Die Maille befindet sich auf einer Insel, die durch die Neckarkanäle Rossneckar und Wehrneckar gebildet wird, in die sich der Hammerkanal hinter dem Schäferwehr teilt. Sie wird an ihrem südöstlichen Ende von der Vogelsangbrücke durchschnitten und am nordwestlichen Ende von der Inneren Brücke überquert. Die angrenzenden Straßen sind die Ritterstraße jenseits des Rossneckars im Nordosten und die Wehrneckarstraße jenseits des Wehrneckars im Südwesten. Vom Park aus gesehen jenseits der Vogelsangbrücke befindet sich das Lorch-Areal, ein historisches Fabrikgelände, das ebenfalls noch zur Maille gehört.

### Gebäude auf dem Lorch-Areal

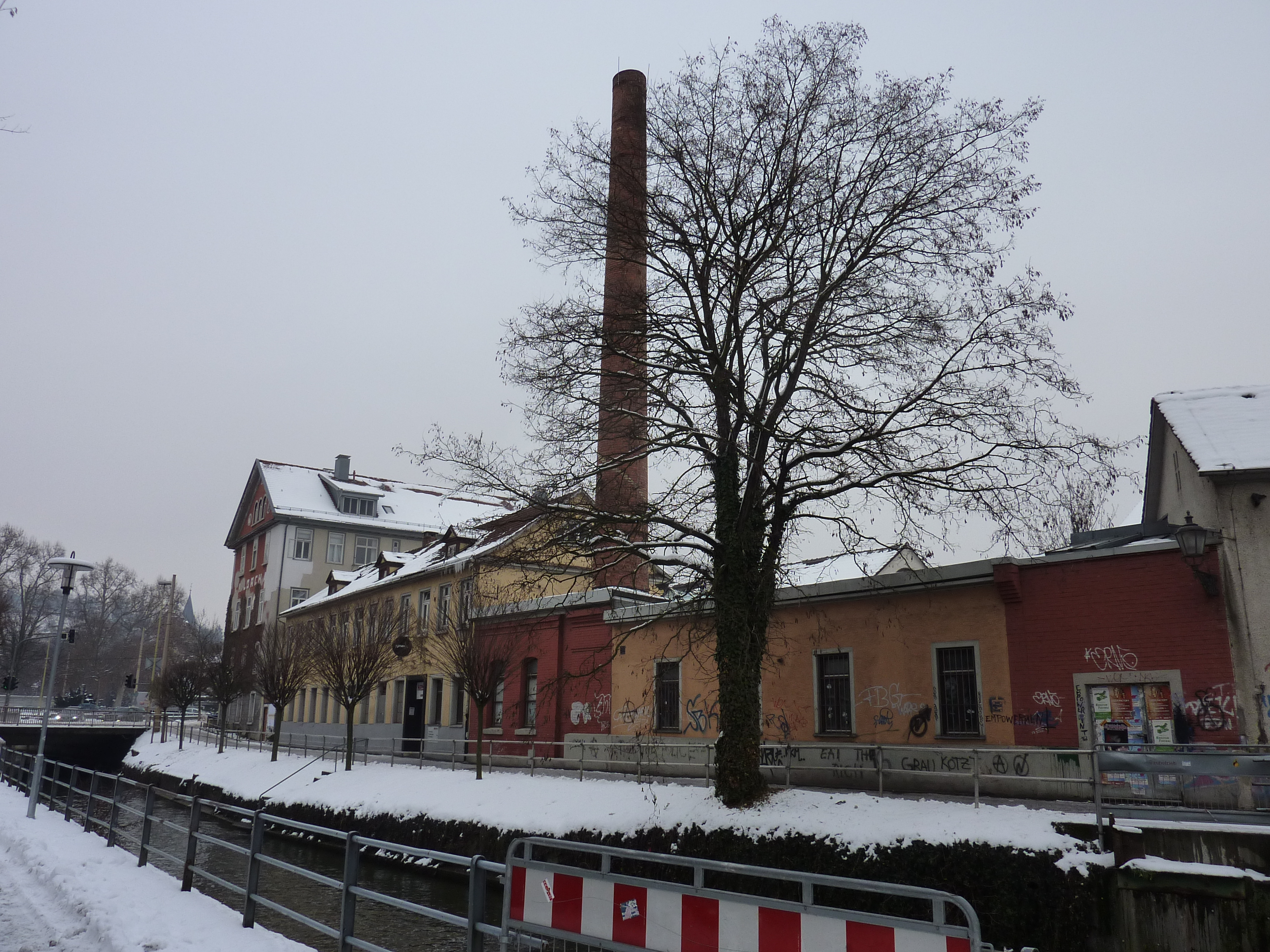
Das Lorch-Areal von Südosten

Die Gebäude auf dem ehemaligen Lorch-Areal werden heute als Kulturzentrum genutzt. Haus Nr. 3 ist eine ehemalige Zwirnmühle, die ein Zeugmacher namens Hartter im Jahr 1758 auf den Mauern eines Vorgängerbetriebs aus dem 17. Jahrhundert aufbaute. Der zweigeschossige verputzte Fachwerkbau kragt zum Rossneckar hin auf Eisenstützen aus. Spätestens 1804 ging diese Zwirnmühle in den Besitz der Familie Hardtmann über. Allerdings wurde das Bauwerk 1836 an den Konditor Christoph Friedrich Berckhemer verkauft. Berckhemers Betrieb ging in die Hände des Kaufmanns Wilhelm Geißler über, der 1874 in einem eingeschossigen Anbau eine Senf- und Gurkenfabrik mit Senfmühle etablierte. Die Tuchmacherfamilie Hardtmann erwarb jedoch 1822 eine benachbarte Walkmühle der Tucherzunft, die mindestens seit 1650 existierte. Ein Bau, den die Familie anstelle dieser Walkmühle errichtete, ist bis auf wenige Überreste nicht erhalten geblieben. Nur eine Außenmauer und die im frühen 20. Jahrhundert erneuerte Wasserradanlage existiert noch. 1826 wurde die 1811 auf der Maille gegründete Tuchfabrik Johann Gottfried Steudels angekauft; seit 1823 existierte außerdem eine Schafwollspinnerei, die Christian Ludwig Hübler gehörte und 1826 von Georg Christian Kessler übernommen wurde. Dieser verkaufte sie unmittelbar darauf an die Gebrüder Hardtmann, die sie noch im selben Jahr abreißen ließen und den heute noch bestehenden Gebäudekomplex anlegten. Dazu gehörten eine vierstöckige Zeugwollspinnerei, die heute die Adresse Maille 4 hat, und südöstlich davon eine Tuchschererei sowie eine Färberei mit Comptoir und Magazin und ein Trockenhaus. Diese Bauwerke haben heute die Adresse Maille 5. Um die Mitte des 19. Jahrhunderts wurde im Zuge der Umstellung von Wasser- auf Dampfkraft noch ein Kesselhaus auf dem Gelände errichtet.

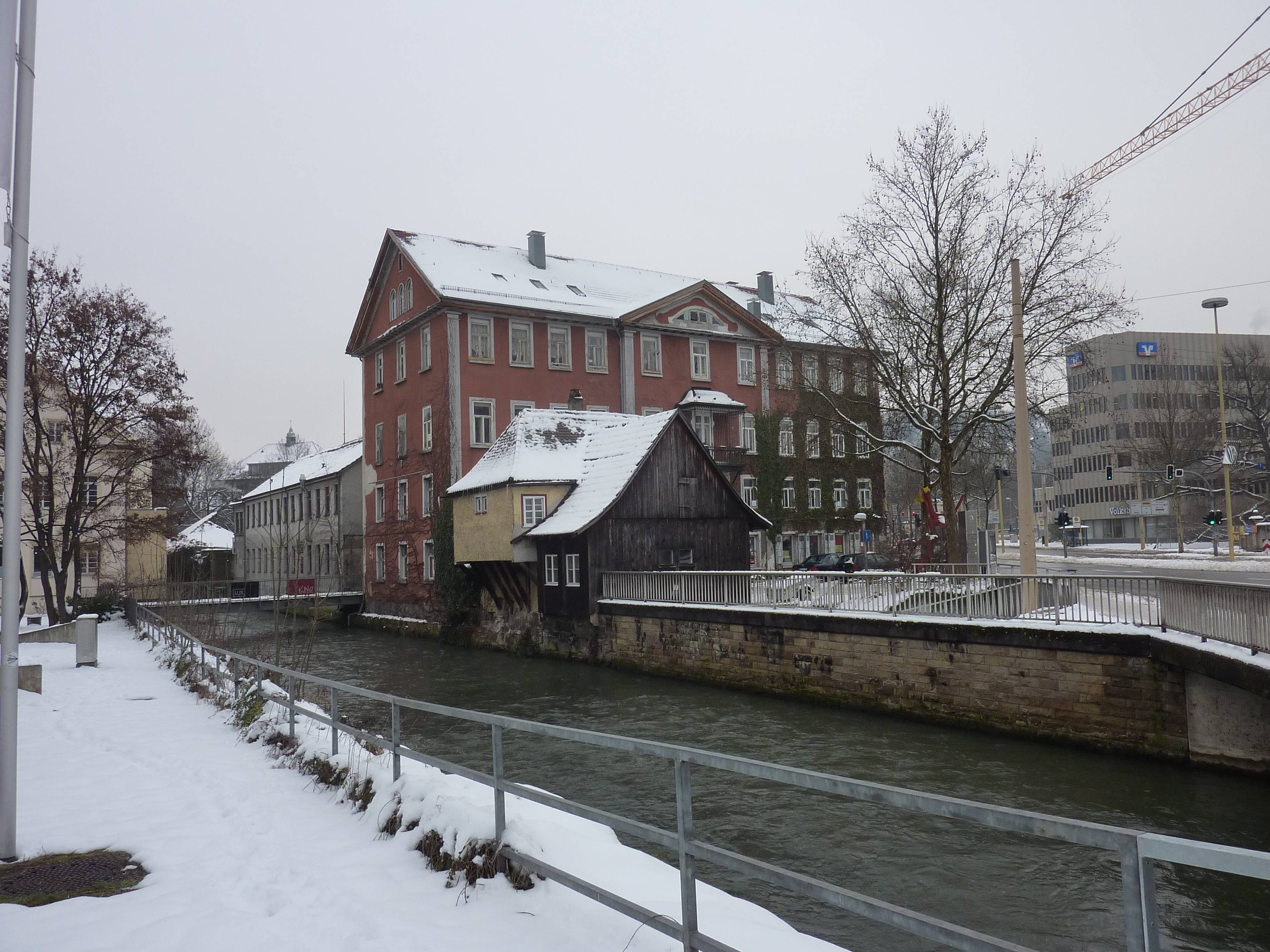
Maille 4

Die Tuchfabrik Hardtmann ging 1870 in Konkurs. Ihre Bauten wurden von der Tuchfabrik Bender & Faber übernommen und großenteils 1903 an Hermann Bauer, den Inhaber der Maschinenfabrik Lorch AG, verkauft. Bauer ließ das Haus Nr. 4 zu einem Wohnhaus im Jugendstil umgestalten. Dieses Bauwerk mit seiner hohen Tordurchfahrt stand damals noch in der Achse der Hauptallee der Maille. Er besitzt einen dreiachsigen Mittelrisaliten, der durch dorische Pilaster angedeutet wird. Im Zuge des Umbaus wurde ein bislang eingeschobenes Mezzanin beseitigt, um die Fenster und Räume im ersten Obergeschoss erhöhen zu können. Im zweiten Obergeschoss, der Wohnung Bauers, wurde ein schmiedeeiserner Balkon über der Tordurchfahrt angebracht. Die Durchfahrt selbst wurde mit Jugendstiltüren und vier Landschaftsbildern des Dekorations- und Zimmermalers Eugen Braun in Stuckrahmen geschmückt. Braun kopierte hierfür bekannte Ansichten von Gottlob Friedrich Steinkopf und Robert Stieler, welche den Rotenberg, die Burg Hohenzollern, den Lichtenstein und den Hohenstaufen zeigen. Die Durchfahrt besitzt auch Stuckverzierungen an der Decke und ein schmiedeeisernes Tor. Im Treppenhaus sind die originalen Türen, Geländer, Vertäfelungen und Tapeten erhalten geblieben.
Die Bauwerke auf dem Lorch-Areal wurden in die Denkmaltopographie der Bundesrepublik Deutschland aufgenommen, weil einerseits die klassizistische Fabrikanlage als früher Vertreter dieser neuen Bauform bemerkenswert ist, andererseits das im Jugendstil umgebaute Wohnhaus zu den qualitätvollsten und anspruchsvollsten Bauwerken dieser Zeit in Esslingen gerechnet wird.

## Aktivitäten
Bei schönem Wetter ist die Maille gut besucht und es finden sich zahlreiche Sport- und Freizeitaktivitäten.
Unter den üblichen Beschäftigungen in Parkanlagen haben sich in den letzten Jahren besonders die Jonglier- und Slacklineszene hervorgehoben, die das Stadtbild Esslingens mitprägen.

## Bilder

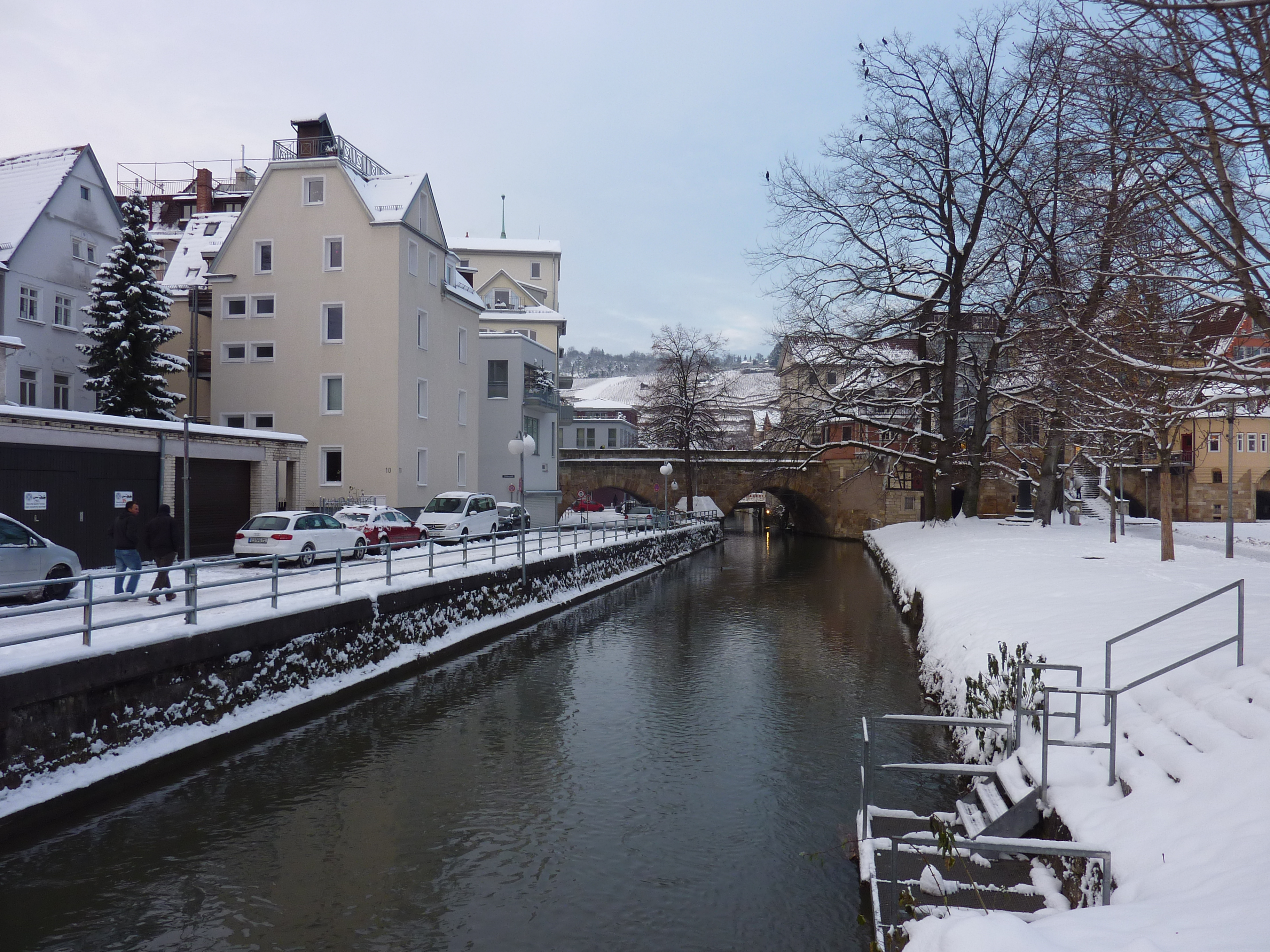
Blick über den Wehrneckar zur Inneren Brücke, rechts die Maille
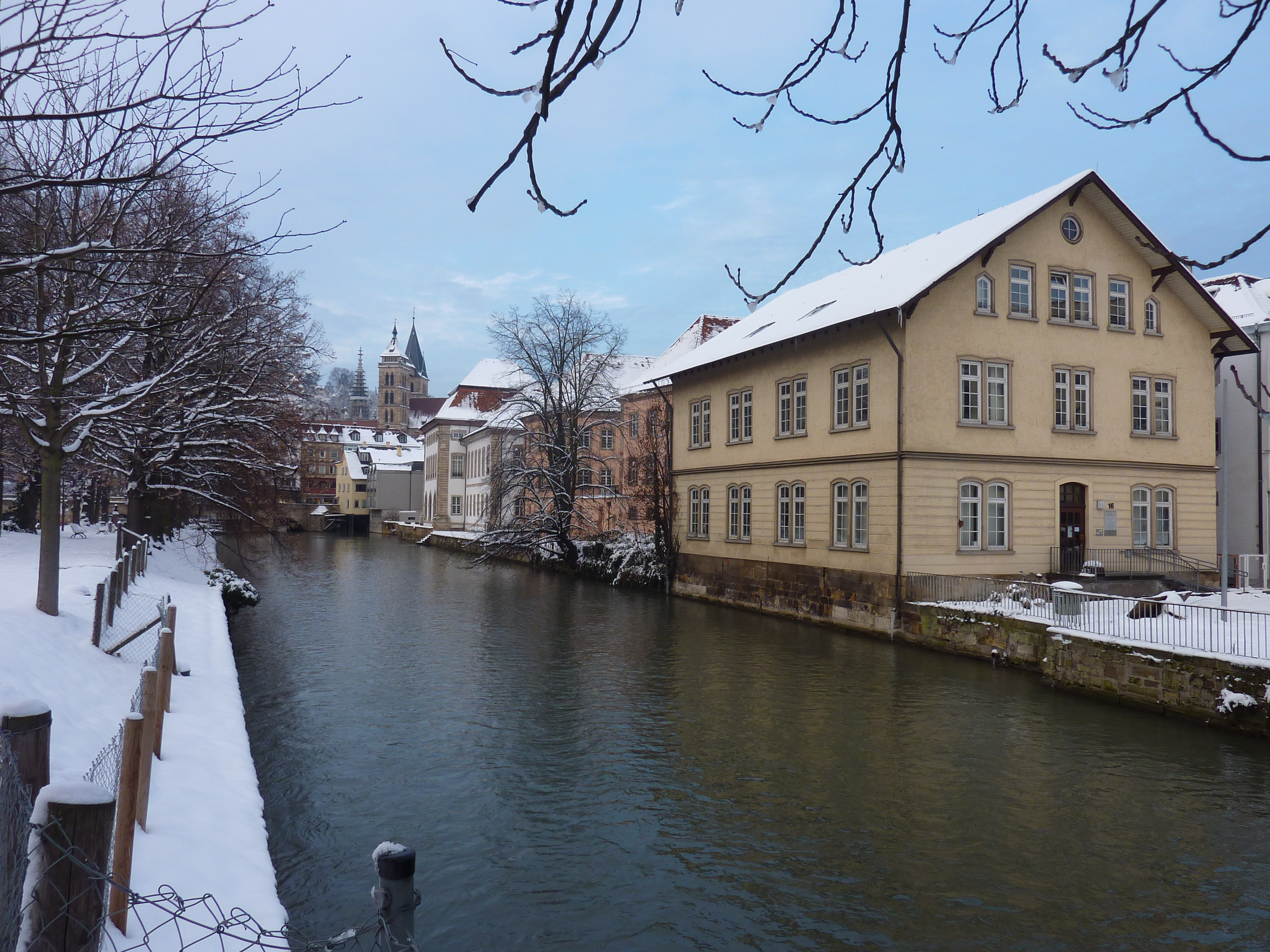
Blick von der Maille über den Rossneckar zur Ritterstraße
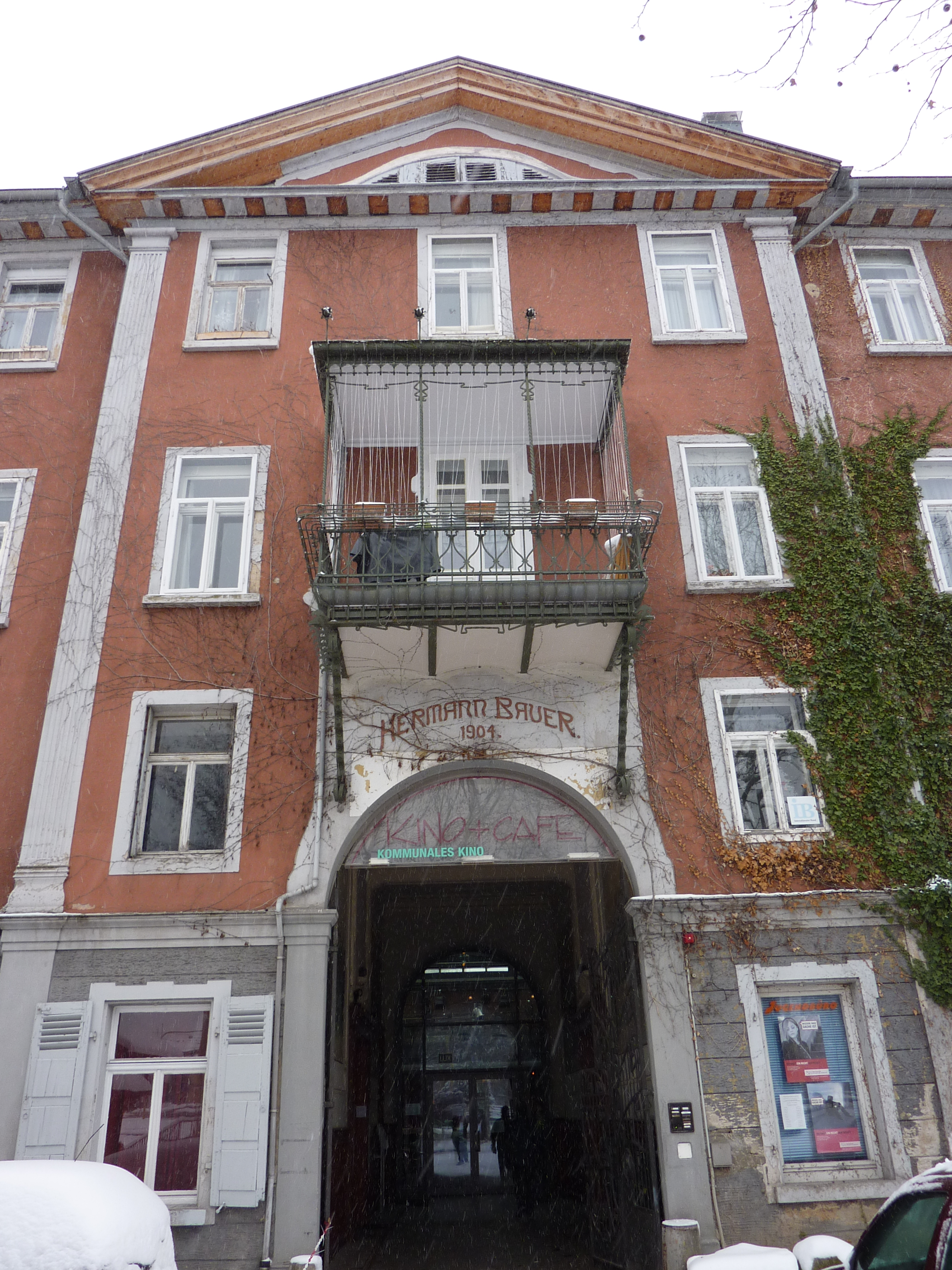
Mittelrisalit des Hauses Maille 4
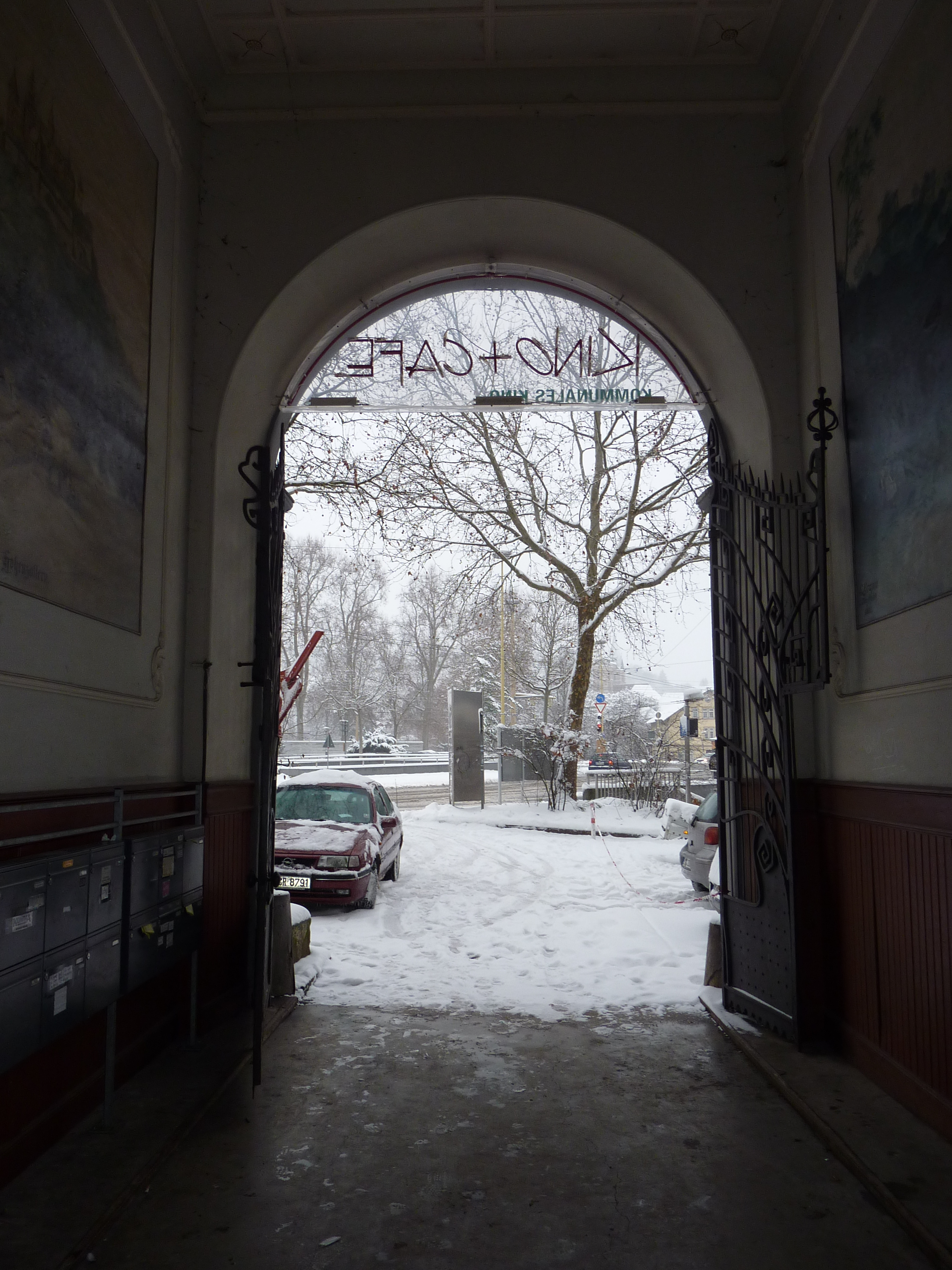
Blick aus dem Portal von Haus Maille 4